# Bosmina longirostris
Bosmina longirostris är en kräftdjursart som först beskrevs av Otto Friedrich Müller 1776.  Bosmina longirostris ingår i släktet Bosmina och familjen Bosminidae. Det är osäkert om arten förekommer i Sverige. Inga underarter finns listade.